# Moltustranda
Moltustranda is een plaats in de Noorse gemeente Herøy, provincie Møre og Romsdal. Moltustranda telt 353 inwoners (2007) en heeft een oppervlakte van 0,48 km².